# Elizabeth Murray
Pour les articles homonymes, voir Murray.
Elizabeth Murray (6 septembre 1940 à Chicago - 12 août 2007 à New York) est une peintre, sculptrice et professeure américaine. Murray a révolutionné et remodelé l’abstraction moderniste. Ses réalisations questionnent les relations entre le peintre et son sujet, ainsi qu’entre le tableau et l’espace dans lequel il est présenté. Ses œuvres font partie de plusieurs collections importantes comme le musée Guggenheim de New York, le Hirshhorn Museum and Sculpture Garden de Washington, le Museum of Modern Art (MoMA) de New York, le Whitney Museum of American Art de New York, le musée d'art moderne de San Francisco, l'Art Institute de Chicago, le Carnegie Museum of Art de Pittsburgh, et le Wadsworth Atheneum à Hartford.

## Formation
Elizabeth Murray naît à Chicago, Illinois, États-Unis, de parents irlandais et catholiques. Son père est avocat et sa mère souhaite travailler comme artiste commerciale. Elle encouragea sa fille à peindre et, avec l'aide de son professeur d'art du secondaire, Elizabeth Murray entre à l'École de l'Art Institute of Chicago en 1958 et obtient un baccalauréat en beaux-arts (BFA) en 1962. Elle déménage en Californie pour obtenir en 1964 sa maîtrise en beaux-arts (MFA) au Mills College. Pendant ses études, elle est influencée par des peintres allant de Cézanne à Robert Rauschenberg et Jasper Johns.

## Carrière
En 1967, Elizabeth Murray s'installe à New York.
Dans les années 1970, elle réalise ses premières peintures-objets et sculptures qui sont marquées par l'influence du pop art. Elle enseigne au Rosary Hill College de Buffalo, intervient régulièrement de 1974 à 1977 au Bard College d’Annandale-on-Hudson et à la School of Visual Arts de New York de 1978-1980. Elle se concentre sur la peinture classique -dite à l'huile- en abandonnant dès la création d'œuvres en trois dimensions (sculptures, peinture-objets). Elle expose pour la première fois en 1971 au Whitney Museum of American Art Annual Exhibition avec une toile appelée Dakota’s Red. Dès 1975 elle expose seule à la Jared Sable Gallery de Toronto, puis est représentée par la Galerie Paula Cooper à New York. L'une de ses premières œuvres est Children Meeting (Réunion d'enfants) 1978, qui fait partie de la collection permanente du Whitney Museum. Cette huile sur toile évoque des caractéristiques humaines, des traits de personnalité ou de sentiments purs par une interaction de formes, de couleurs et de lignes non figuratives. Influencée par les shaped canvases de Frank Stella ou les sculptures murales de Lee Bontecou ou encore les tableaux concaves et convexes de Ron Gorchov (1930), sa peinture se métamorphose en adoptant des formats non conventionnels, notamment avec des châssis aux contours revisités,, qui détachent l’œuvre du mur.
Dans les années 1980 l’œuvre d'Elizabeth Murray se complète d’éléments issus de la bande dessinée, du Street art et du dessin animé. Les formes, plus explicitement biomorphiques, apportent une touche surréaliste et comique à l’œuvre.
En 1998 elle est élue membre de l'Académie américaine des arts et des sciences et en 1999 Elizabeth Murray reçoit une bourse MacArthur. Cette subvention lui permet d'ouvrir le Bowery Poetry Club (en), une salle de spectacles du Lower East Side que dirige Bob Holman (en) son mari. En 2006, ses 40 années de carrière artistique sont célébrées par une rétrospective au Museum of Modern Art (MoMA) de New York. Elizabeth Murray est l'une des 5 femmes à laquelle le MoMA a consacré une rétrospective, les quatre autres étant Louise Bourgeois (en 1982), Lee Krasner (en 1984), Helen Frankenthaler (en 1989) et Lee Bontecou (en 2004). La rétrospective a été largement saluée, le New York Times notant qu'à la fin de l'exposition, « on se retrouve avec le sentiment d'une artiste dans l'affleurement de son autorité et toujours en train de creuser profondément »,.
Elizabeth Murray décède une année après la rétrospective qui lui est dédiée, le 13 août 2007.
Son œuvre qui n'a quasiment jamais été exposée en Europe fait l'objet en 2016 d'une exposition au MAMCO de Genève Récit d’un temps court 2,. Ses œuvres font partie des collections permanentes de nombreux musées à travers le monde.

## Vie privée
Lors de ses études à l'École de l'Institut d'art de Chicago, Elizabeth Murray rencontre Don Sunseri (1939-2001). Celui-ci devient son époux. Ils s'installent en 1967 ensemble à New York. Ils ont un fils en 1969, Dakota Sunseri. Ils divorcent en 1973.
Dans les années 1980 elle rencontre le poète Bob Holman. Ils auront deux filles, Sophia et Daisy. Cette période de bonheur correspond à une période de changement dans son art (introduction d’éléments de la BD, du street art et du dessin animé).
En 2007, Elizabeth Murray meurt d'un cancer du poumon. La notice nécrologique du New York Times lui fait des éloges. Le Bowery Poetry Club organise une journée de prières à son intention le 30 août 2007, avec les artistes Brice Marden et Joel Shapiro, les écrivaines Jessica Hagedorn et Patricia Spears Jones, les chorégraphes Elizabeth Streb et Yoshiko Chuma parmi les participants ; Artforum a décrit cet événement comme « un mélange du poignant et de la BD qui menaçait de le rapprocher du spectacle Saturday Night Live Skit Shreddant avant-garde pratique des performances plutôt que du souvenir réel du monde artistique ».
D'autres funérailles, privées, se tiennent au MoMA au cours de l'automne 2007.

## Expositions (extraits)
- Elizabeth Murray, Museum of Modern Art, New York, 2005 – 2006[17],[18]
- Elizabeth Murray, Institut Valencia d’Art Modern, Valence, 2005 – 2006
- Récit d’un temps court 2, MAMCO, Genève, 12 octobre 2016 - 29 janvier 2017
- Elizabeth Murray, Paintings in the ‘80s – Pace Gallery, New York, 2 novembre 2017 – 13 janvier 2018

## Quelques œuvres
- Dakota’s Red, 1971-1972,
- Untitled, 1972[19],
- Heart Beat #3, 1973[19],
- Falling, 1976,
- Southern California, 1976, collection du MoMA[20]
- Children Meeting, 1978, collection permanente du Whitney Museum
- Twist of Fate, December, 1979,
- Painters Progress, 1981, collection du MoMA[21]
- Beer Glass, 1986,
- Like a Leaf, 1988,
- Midnight Special, 2000,
- Sun Beam, 2002,
- Do the dance, 2005, collection du MoMA[22]
- Eleventh, 2005, collection du MoMA[23]
- 85 œuvres d'Elizabeth Murray de 1976 à 2006 sont consultables en ligne sur le site du MoMA[18]
- 46 œuvres d'Elizabeth Murray de 1978 à 2002 sont consultables en ligne sur le site du Whitney Museum[24]